# Yassine El Mahsini
Yassine El Mahsini (26 oktober 1993) is een Belgisch-Marokkaans basketballer.

## Carrière
El Mahsini speelde in de jeugd van A2R Molenbeek, Royal IV Brussels, United Basket Woluwe en BC Oostende. Bij Oostende maakte hij zijn debuut in 2012 en speelde twee seizoenen voor de club. In 2015 ging hij spelen voor Royal IV Brussels. Een seizoen later ging hij spelen bij de Marokkaanse eersteklasser AS Salé.

## Erelijst
- Belgisch landskampioen: 2013, 2014
- Belgisch bekerwinnaar: 2013, 2014
- Marokkaans landskampioen: 2016, 2017, 2018, 2019, 2021
- Marokkaans bekerwinnaar: 2016, 2017, 2018, 2019
- FIBA Africa Clubs Champions Cup: 2017